# Autizam
Autizam (od grč. autos ja, jastvo + -ismos) biološki je razvojni poremećaj mozga. Zbog prirode nastanka i manifestacije, autizam je vrlo složeni poremećaj. Glavne karakteristike autizma su slaba ili nikakva socijalna interakcija i komunikacija, ograničeni i ponavljajući obrasci ponašanja. Po tim karakteristikama autizam se razlikuje od ostalih poremećaja iz grupe  poremećaja autističnog spektra (engl. ASD)
Nasljednost autizma je velika; genetika poremećaja je složena i zasada se još ne zna koji geni su općenito odgovorni. U rijetkim slučajevima, autizam se povezuje s činiocima koji uzrokuju defekte pri rođenju. Postoje i drugi predloženi uzroci prema kojima autizam uzrokuju cjepiva korištena u dječjoj dobi, no takve hipoteze nisu potvrđene eksperimentalno i nemaju podršku uvjerljivih znanstvenih dokaza.
Nedavna istraživanja pokazuju rasprostranjenost od jedan do dva slučaja na 1000 ljudi za autizam, i otprilike 6 na 1000 za spektar autizma (SA); s prosjekom SA od 4.3:1 za populaciju muškaraca. Broj registriranih ljudi s autizmom drastično se povećao od 1980-ih, to je i dijelom zbog unaprijeđenog postupka dijagnoze autizma, stoga se još tek nagađa je li postotak autista zaista narastao.
Autizam utječe na mnoge dijelove mozga, ali kako dolazi do toga nije sasvim razjašnjeno. Roditelji su obično ti koji uoče prve znakove i to u prvoj ili drugoj (do treća) godini djetetova života. Rano otkrivanje autizma može pomoći djetetu da stekne određene socijalne vještine i samostalnost; iako je nekoliko terapija zasnovano na znanstvenim istraživanjima, zasada nema lijeka za autizam. Kod težih oblika autizma, samostalan život je malo vjerojatan, ali kod blažih oblika moguće je živjeti samostalno. Danas je razvijena i tzv. autistična kultura, gdje neki od njih traže lijek, dok drugi vjeruju kako je autizam samo stanje (drugi način postojanja u smislu življenja), a ne poremećaj.
Ujedinjeni narodi su 2. travnja proglasili Svjetskim danom autizma.

## Klasifikacija
Autizam je razvojni poremećaj ljudskog mozga kod kojega se prvi znaci vide još tijekom ranog djetinjstva; autizam se prepoznaje u prve tri godine djetetova života. Kod autizma nema remisija (smanjenja) ili povrata, on je ravnomjeran u svom intenzitetu i tijeku. Autizam je jedan od pet pervazivnih razvojnih poremećaja (engl. PDD) ili poremećaja autističnog spektruma (engl. ASD), koji su okarakterizirani široko rasprostranjenim abnormalnostima u socijalnoj interakciji i komunikaciji, izrazito ograničenim interesima i čestim ponavljajućem ponašanju.
Od ostala četiri poremećaja iz spektra autizma, najsličniji samom autizmu po simptomima i uzroku je Aspergerov sindrom. Drugi koji dijele neke od znakova, ali vjerojatno imaju različite uzroke, su Dječji disintegrativni poremećaj i Rettov sindrom. 

Pervazivni razvojni poremećaj ne drugačije određen (engl. PDD-NOS) se dijagnosticira kada nema kriterija za uspostavljanje dijagnoze određenog, više specifičnog poremećaja. 

Za razliku od autizma, Aspergerov sindrom nema bitnog zadržavanja u razvoju jezika. Terminologija autizma može biti prilično zbunjujuća, zajedno s autizmom, Aspergerov sindrom i PDD-NOS znaju se nazivati autističnim poremećajima, a sam autizam se često naziva autističnim poremećajem i dječjim autizmom (infantilnim).  U ovom članku govori se u klasičnom autističnom poremećaju; dok drugi izvori često koriste autizam kao poveznicu za spektar autizma (engl. ASD). ili za izjednačavanje ASD-a s PDD-om. Dok s druge strane, ASD je podskupina šireg autističnog fenotipa (engl. BAP) koji opisuje osobe koje vjerojatno nemaju ASD, ali imaju neke autistične karakteristike poput izbjegavanja kontakta očima.
Autizam se vrlo široko manifestira. Dok se kod jednih vide teža oštećenja poput mentalne retardacije, izražene šutljivosti, ponavljajuće motorike poput lupkanja rukama ili ljuljanja; kod drugih s blažim oštećenjima može postojati aktivan no prepoznatljivo neobičan socijalan pristup, usko ograničeni interesi i opširno pedantna komunikacija. Autistični sindrom se zna dijeliti na laki-, srednji- i visoko funkcionalni autizam (engl. po redu.: LFA, MFA, HFA), i to po IQ kvocijentu ili po tome koliko trebaju pomoć u svakodnevnom životu; ove podjele su prijeporne i nisu standardizirane. Autizam se također može podijeliti u sindromski i ne-sindromski, gdje je za sindromski uvjet teža do potpuna mentalna retardacija ili prirođeni sindrom s fizičkim simptomima kao što je Tuberous sclerosis TSC. Opseg preklapanja između Aspergerova sindroma, visoko funkcionalnog autizma i ne-sindromskog autizma nije jasan; iako neki pojedinci s Aspergerovim sindromom su u stanju izvoditi bolje kognitivne procese za razlika onih s autizmom.
Neke studije su pokazale dijagnozu autizma kod djece izazvanog gubitkom jezika ili socijalnih vještina, a ne zbog neuspjeha u razvoju. Nekoliko termina je korišteno za ovaj fenomen, uključujući regresivni autizam, zadržavajući autizam i razvojna stagnacija. Neospornost ovih razlika ostaje prijeporna; moguće je da je regresivni autizam specifični podtip.

## Karakteristike
Autizam se ne razlikuje po određenom simptomu već po skupini simptoma. Glavne karakteristike su vrlo slaba socijalna interakcija i komunikacija, ograničeni interesi i ponavljajuće ponašanje (sklonost rutinama). Drugi činioci poput atipičnog jedenja su također česti, ali nisu glavni uvjet za dijagnozu.Pojedinačni simptomi autizma pojavljuju se u općoj populaciji i čini se da nisu visoko povezani, bez oštre linije koja razdvaja patološku težinu od zajedničkih osobina.

### Socijalni razvoj
Ljudi s autizmom nemaju razvijene socijalne vještine i često im nedostaje intuicija ili osjećaj za druge ljude u svom okruženju. Temple Grandin, poznata osoba s autizmom, svoju nesposobnost u razumijevanju socijalne komunikacije opisuje kao osjećaj "antropologa na Marsu".
Nedostatak socijalnih vještina se počinje uočavati još u ranom djetinjstvu i vidi se u odraslih osoba. Autistične bebe pokazuju manje pažnje na socijalnu stimulaciju, manje je interakcijskih gesta osmijehom i pogledom, slabije odgovaraju na poziv vlastitim imenom. Kod mlađe djece s autizmom često je prisutan nedostatak kontakta očima, govor tijela i manje su skloni korištenju tuđe ruke ili tijela kao alat.  Autistična djeca stara tri do pet godina, najvjerojatnije neće spontano prilaziti drugima, imitirati i odgovarati na emocije, neverbalno komunicirati, ipak, mogu razviti privrženost osobama koje su im primarni njegovatelji i davatelji sigurnosti (što je obično jedan ili oba roditelja). Pokazuju umjereno manje privrženosti zbog sigurnosti nego uobičajeno, premda takva privrženost nestaje u djece koja su više mentalno razvijena ili s lakšim ASD-om. Starija djeca i odrasli s ASD-om imaju lošije rezultate na testovima prepoznavanje lica i emocija.
Suprotno uobičajenom razmišljanju, autistična djeca ne vole biti sama. Stvaranje i održavanje prijateljstava često se pokazalo kao problem, jer za njih je mjerilo kvaliteta prijateljstva, a kvantiteta prijateljstava; to je mjerilo njihove usamljenosti.
Manji dio ljudi s ASD-om je sklon agresiji i autoagresiji, o tome postoje izviješća no ne i konkretna studija. Mali ograničeni izvor podataka sugerira da kod djece s mentalnom retardacijom, autizam se povezuje s agresijom, nanošenjem materijalne štete i nastupima gnjeva. Dominick K.C. i dr. je intervjuirao roditelje 67-ero djece s ASD-om i otprilike dvije trećina ima periode s nastupima gnjeva, a jedna trećina ima povijest agresije s nastupima gnjeva češćim nego u djece s oštećenjem jezika (ne u organskom smislu).

### Komunikacija
Otprilike trećina do polovice osoba s autizmom ne razvije dovoljno govor potreban za dnevnu, uobičajenu komunikaciju
Razlika u komunikaciju može biti prisutna od prve godine djetetova života, što može uključivati zadržavajuće napadaje nesmislenog govora, neobične geste, usporeno reagiranje i desinkronizacija vokalnih obrazaca s njegovateljem. U drugoj i trećoj godini života, učestalost i nejednakosti je manja kod nesmislenog govora, konsonanata, riječi i kombinacija riječi; njihove geste su rjeđe integrirane s riječima.  Djeca s autizmom obično nemaju molbe odnosno potraživanja i potrebu dijeljenja doživljaja ili iskustva, a češće su sklona jednostavnom ponavljanju tuđih riječi, što se zove eholalija, i suprotnom izgovaranju.  Također su prisutne poteškoće u igrama imaginacije odnosno zamišljanja i razvijanju jezičnih simbola. Mogući je problem s razumijevanjem u pokazivanju i to u smislu kada bi se prstom pokazao neki predmet dijete će vjerojatno prije gledati u ruku, a ne u predmet.
Na jezičnim testovima s vokabularom i izgovorom postoje dobri rezultat kod autista u dobi 8 do 15 godina, no na složenijim jezičnim testovima koji uključuju figurativni jezik, razumijevanje i zaključivanje rezultati su slabiji. Događa se da se prilikom obraćanja osobi s autizmom često precjenjuje ono što slušatelj razumijeva.

### Ponavljajuće ponašanje
Osobe s autizmom pokazuju različite oblike ponavljajućeg (iz engl.: repetitivnog) i ograničavajućeg ponašanja koje se kategorizira prema: Skala ponavljajućeg ponašanja - dopunjena (engl. RBS-R):
- Stereotipija - kretnje bez svrhe poput lupkanja rukama, vrtnja glavom, ljuljanje tijelom ili okretanje tanjura
- Kompulzivno ponašanje -  se odvija namjerno i po pravilima, to je slaganje objekata u određenom redu
- Jednolikost - otpor prema promjeni, na primjer odbijanje premještanja pokućstva ili dijete odbija da ga se prekine u određenoj radnji.
- Ritualno ponašanje - predstavlja izvođenje dnevnih aktivnosti uvijek istim redom, rutina, poput ne mijenjanja jelovnika ili red oblačenja. Ovo je usko povezano s jednolikošću, i neovisna procjena je predložila spajanje ova dva čimbenika.[37]
- Ograničeno ponašanje - limitirano fokusom, interesom ili aktivnošću, poput prevelike zaokupljenosti s jedno igračkom
- Autoagresija - uključuje pokrete koji mogu ozlijediti osobu. Dominick K.C. i dr. izvijestio je kako otprilike 30% osoba s ASD-om u nekim trenucima pribjegne autoagresiji[31]

Za autizam nije specifično jedno ponavljajuće ponašanje, no jedino kod autizma postoji povišena učestalost i težina ovih obrazaca ponašanja.

### Drugi simptomi
Kod osoba s autizmom su mogući i simptomi nezavisni od dijagnoze, ali koji imaju utjecaj na pojedinca ili obitelj. Mali dio osoba s ASD-om pokazuje neobične sposobnosti poput pamćenja trivijalnosti do iznimno rijetkih tzv. autističnih znanstvenika
Kod autistične djece više je uobičajena i poznata netipična reakcije na senzornu stimulaciju, iako nema pouzdanih dokaza da ovi simptomi razlikuju autizam od drugih razvojnih poremećaja. Ove reakcije bi mogle biti "normalne" samo za djecu; nekoliko studija je pokazalo da je kod autistične djece prisutno oštećenje taktilne percepcije dok kod odraslih ljudi s autizmom nije. Iste studije pokazuju da osobe s autizmom imaju više problema sa složenom memorijom i zadacima objašnjenja; ove karakteristike su uobičajenije kod odraslih ljudi s autizmom. U nekoliko studija se vidi da kod autizma postoje i određeni motorički problemi poput slabijeg mišićnog tonusa, slabijeg motoričkog planiranja ili "hodanja na prstima"; ASD nije povezan s teškim motoričkim smetnjama.
Kod otprilike tri četvrtine djece s ASD-om javlja se atipično ponašanje kod jedenja, što je prije bio jedan od pokazatelja za dijagnozu. Iako se odbijanje hrane i rituali jedenja također javljaju, češći je problem izbirljivost, no to ne rezultira lošom prehranom. Kod neke djece također su prisutni različiti probavni problemi (GI), međutim za koje za sada nema dovoljno podataka koji bi to mogli poduprijeti. Rezultati studija su konfliktni, veza između GI problema i ASD nije jasna.
Postoje određeni dokazi da problem spavanja, inače uobičajen kod djece s razvojnim poremećajem, je još više prisutan kod djece s ASD-om nego kod druge djece s drugom vrstom razvojnih poremećaja. Kod autistične djece su mogući problemi s uspavljivanjem, čestim buđenjem za vrijeme noći i rano jutarnjim buđenjem. Dominick K.C. i dr. otkriva da otprilike dvije trećine djece s ASD-om ima povijest problema sa spavanjem.
Roditelji djece s ASD-om imaju veću razinu stresa

## Uzroci
Teorija uzročnika autizma još uvijek nije potpuna, predloženi su razni uzroci od genetskih do okolišnih. Kod nekih istraživača postoje razmirice zbog toga zato što autizam nije jednostrani poremećaj, već se gleda kao jedinstvo tri glavna činioca (socijalni, komunikacijski, ponavljajuće ponašanje) koji imaju različite uzroke ali se često preklapaju.
Najznačajniji uzrok poremećaja iz spektra autizma je genetski čimbenik. U ranijim studijima s blizancima se pokazalo da je taj čimbenik odgovoran ili važan u mjeri od čak 90%. Ipak i ovo može biti precijenjeno, jer nema novijih modela strukturne genetske varijacije kod blizanaca. Kada je jedan identični blizanac autističan, drugi često ima određene poteškoće u učenju i socijalizaciji. Kod odrasle braće, rizik za jedan ili više simptoma šireg autističnog fenotipa je oko 30%. 
Genetika autizma je izrazito složena. Za svaku osobu s autizmom moguća je mutacija više gena. Mutacije različitih setova gena mogu kod svakog biti drugačije. Moguće su važne interakcije između mutacija u nekoliko gena, ili između okoliša i mutiranih gena. Identificirajući genetske markere naslijeđene s autizmom u obiteljskim studijama, locirano je nekoliko gena kandidata, većina njih je odgovorna za kodiranje proteina uključenih u živčani razvoj i funkcioniranje. Ipak, kod većine takvih gena, mutacija koja bi bila odgovorna za autizam nije pronađena. Normalno, autizam nije moguće otkriti Mendelovim putem (praćenje jednog gena) ili jednom kromosomskom abnormalnošću kao što je fragilni X kromosom ili sindrom delecije 22q13.
Veliki broj osoba s autizmom bez obiteljske povijesti autizma mogu biti rezultat engl. copy number variations (CNVs) spontane promjene strukture genetskog materijala za vrijeme mejoze poput delecije ili duplikacije. Zato bi veći dio autizma mogao biti iznimno nasljedan, ali ne i naslijeđen. Drugim riječima, mutacija koja izaziva autizam nije prisutna u genomu roditelja. Pojedinačni, ne naslijeđeni, slučajevi proučavani su za otkrivanje genetskog lokusa uključenog u autizam. Korištenjem Array komparativne genomske hibridizacije (engl. aCGH), tehniku za uočavanje CNV-a, jedna studija ih je pronašla 10% u obiteljima s jednim autističnim djetetom. Neki od izmijenjenih lokusa su otkriveni u ranijim studijima na naslijeđenom autizmu; većina je jedinstvena u pojedinačnim slučajevima ispitanim u studiji. Važan dio autizma je visoko nasljedan, ali ne i naslijeđen; mutacija koja uzrokuje autizam nije prisutna u roditeljskom genomu. Premda, dio autizma kojeg se može genetski pratiti može narasti do 30-40% kao rezolucija unaprjeđenja aCGH, nekoliko istraživanja je nepažljivo opisano, navodi javnost na mišljenje kako je veliki dio autizma uzrokovan CNV-om i moguć je za otkriti putem aCGH; te da je otkrivanje CNV-a jednako vrijedno genetskoj dijagnozi. Autism Genome Project baza sadrži genetic linkage i CNV podatke koji povezuju autizam s lokusom, što predlaže kako je možda svaki ljudski kromosom uključen u autizam.
Teratogeni (tvari koje uzrokuju defekte ploda) povezani s rizikom od autizma uključuju izloženost embrija talidomidu, valproičnoj kiselini ili mizoprostolu, ili infekciji rubeole; ovakvi slučajevi su rijetki. Svi poznati teratogeni djeluju tijekom prvih osam tjedana od začeća, iako ovo ne isključuje mogućnost pojavljivanja autizma i kasnije, svi čvrsto utemeljeni dokazi govore da se autizam javlja izrazito rano u razvoju.
Iako su dokazi za ostale okolišne uzroke anegdotski i nisu još potvrđeni pouzdanim studijama daljnja istraživanja su u tijeku.
Postoje vrlo snažni znanstveni dokazi koji pokazuju da nema uzročno posljedične veze između cjepiva za ospice, zaušnjake, rubeole i autizma, te nema uvjerljivih dokaza da cjepivo zaštite s tiomersalom pomaže u uzrokovanju autizma. Premda, prve autistične simptome roditelji mogu vidjeti kod svoje djece za vrijeme rutinskog cijepljenja, tako je roditeljska briga dovela do smanjenja uzimanja imunizacijskih[ sredstava za djecu i istovremeno vjerojatno povećanje epidemije ospica, poput slučaja ospica u Britaniji u vrijeme ljeta 2007.
U tijeku je velik broj istraživanja u potrazi za drugim okolišnim uzrocima, dokazi su tek anegdotski utemeljeni i do sada nisu potvrđeni vjerodostojnom studijom. Nekoliko drugih prije- i poslije- porođajnih okolišnih čimbenika je privuklo pažnju znanstvenika zbog mogućeg utjecaja na razvoj autizma ili za pogoršanje njegovih simptoma; ili bi mogli biti važni za buduća istraživanja. Oni uključuju: infekcijske bolesti, teške metale, otapala, ispušne plinove dizela, poliklorirani bifenil, fenole korištene u proizvodnji plastike, pesticide, alkohol, pušenje i zabranjene droge.

## Mehanizam
Unatoč napornim istraživanja još nije najbolje shvaćeno kako se autizam javlja. Taj mehanizam se može podijeliti u dva dijela: patofiziologija strukture mozga i procesa povezanih s autizmom, i neuropsihološke  poveznice između struktura mozga i ponašanja. The behaviors appear to have multiple pathophysiologies.

### Patofiziologija
Autizam je rezultat razvojnih čimbenika koji utječu na sve ili više funkcionalnih sustava mozga,  i ometaju tijek razvoja mozga više od krajnjeg činioca. Neuroanatomske studije i povezanost s teratogenima snažno upućuju na to da mehanizam autizma uključuje izmjenu razvoja mozga ubrzo nakon začeća, u to su uključene mnoge glavne strukture mozga.
Ova lokalizirana anomalija vjerojatno potiče lančanu reakciju patoloških ishoda u mozgu koji su pod značajnim utjecajem okolišnih čimbenika. 
Iako su
Iako su u autizam uključene mnoge glavne strukture mozga, skoro sva postumna istraživanja su provedena na osobama koja su ujedno imale i mentalnu retardaciju, zbog čega je otežano izvesti zaključke. Težina, obujam i opseg glave kod djece s autizmom naginju nešto većim vrijednostima. Stanična i molekularna osnova ranog patološkog
Nije poznata stanična i molekularna osnova ovakvog ranog patološkog povećanja standardnih vrijednosti, niti dali je isto povezano s karakterističnim simptomima autizma. Trenutačne hipoteze pretpostavljaju:
- Višak neurona koji uzrokuju preveliku lokalnu spojivost u ključnim regijama mozga.[54]
- Poremećena migracija neurona tijekom rane trudnoće.[43][55]
- Neuravnotežena podražajno-inhibitorna mreža.[43]
- Abnormalno oblikovanje sinapsa i dendritskih trnova.[43]

Međusobno djelovanje između imunološkog sustav i živčanog sustava započinje rano tijekom embriogeneze; i uspješan neurološki razvoj ovisi uravnoteženosti imunološkog sustava odnosno njegovog djelovanja. Kod djece s autizmom je primijećeno nekoliko simptoma povezanih sa slabo reguliranim djelovanjem imunološkog sustava. Time, moguće je da, ne djelovanje imunoloških aktivnosti za vrijeme kritičnog perioda u neurološkom razvoju, je dio mehanizma nekih oblika ASD-a. Zbog nedostatka podataka, još uvijek se ne može točno zaključiti koja je uloga imunološkog sustava u autizmu. U autizmu je primijećeno nekoliko neurotransmiterski abnormalnosti, naročito povećana razina serotonina u krvi. Nije poznato da li to rezultira u strukturalnim abnormalnostima ili abnormalnosti ponašanja. Veza između oštećenja u imunološkog sustavu i autizma je još uvijek nejasna i kontroverzna.
Teorija sustava zrcalnih neurona (engl. MNS) s hipotezom o autizmu je da se iskrivljenost u razvoju MNS-a sukobljava s imitacijom što vodi do glavnih karakteristika autizma, a to su socijalna izolacija i problemi komunikacije. MNS se uključuje kada životinja izvodi radnju ili dok promatra drugu životinju iste vrste koja izvodi istu radnju. MNS vjerojatno ima zasluge za shvaćanje ljudi od strane pojedinca omogućavajući modeliranje ("oponašanje") njihovog ponašanja preko utjelovljenih simulacija njihovih akcija, namjera i emocija. Nekoliko je studija testiralo ovu hipotezu: demonstracijom abnormalnosti u MNS regijama kod pojedinaca s autizmom, usporavanje aktivacije na mjestu za imitaciju kod osoba s Aspergerovim sindromom, i korelacija između smanjene MNS aktivnosti i težine sindroma kod djece s ASD-om. Premda, osobe s autizmom ujedno imaju abnormalnu aktivaciju mozga u mnogim krugovima izvan MNS-a i teorija o MNS-u ne objašnjava normalno ponašanje autista na zadatak imitacije koji uključuje neki cilj ili objekt.
Studija iz 2008. godine kod odraslih osoba s autizmom je pronašla dokaze za izmijenjenu funkcionalnu organizaciju ventralne mreže pažnje (eng. ventral attention network - VAN), veliki dio mreže mozga odgovoran za obradu socijalnih i emocionalnih uputa, dok je dorzalna mreža pažnje (eng. dorsal attention network - DAN) neizmijenjena, dio odgovoran za kontinuiranu pažnju i ciljno-usmjerenu pažnju.
Druga studija iz 2008. godine je pronašla određeni uzorak signala u cingulate cortexu koji se razlikuje od osoba s ASD-om.
Kod jedne teorije hipoteze autizma smatra se da je autizam obilježen nedovoljnim funkcioniranjem povezivanja i sinkronizacije visoko rangiranih neurona, zajedno s prevelikim brojem nisko rangiranih procesa.  Dokazi za ovu teoriju pronađeni su kod studija s funkcionalnom magnetskom rezonancijom kod osoba s autizmom, i, studije moždanih valova koje naslućuju da odrasle osobe s ASD-om imaju lokalne veće povezanosti u kori mozga i slabu funkcijsku vezu između predfrontalnog korteksa i ostatka korteksa. Drugi dokazi predlažu da je problem uglavnom lociran unutar pojedine hemisfere korteksa i da je autizam poremećaj njihovog povezivanja.

### Neuropsihologija
Do sada su predložene dvije glavne kategorije kognitivnih teorija o vezi između mozga osobe s autizmom i ponašanja.
Prva kategorija se usredotočuje na deficite u socijalnoj spoznaji (kogniciji). Hiper-sistematska hipoteza govori da autisti mogu sistematizirati, odnosno, mogu razviti unutarnja pravila za zbrinjavanje unutarnjih događaja, ali su slabije učinkoviti kod empatije za zbrinjavanje događaja s drugim izvorom. To proširuje ekstremnu teoriju "muškog mozga", čije su hipoteze da je autizam ekstremni slučaj muškog mozga, psihometrički opisano kad pojedinac kod kojega je sistematiziranje bolje od empatiziranja (engl. EQ SQ teorija).  Ovo je povezano s ranijom teorijom uma, prema kojoj je hipoteza da je autistično ponašanje uzrokom nemogućnosti pripisivanja mentalnog stanja sebe samog i drugih. Teorija uma ima svoju potporu u atipičnim reakcijama autistične djece na Sally-Anne test za razumijevanje o tuđim motivacijama, s potporom MNS teorije autizma.
Druga kategorija se usredotočuje oko nesocijalnih i općih procesuiranja. Hipoteza izvršne disfunkcije je: autistično ponašanje rezultira dijelom u deficitu fleksibilnosti, planiranja i drugih oblika izvršnih funkcija. Prednost teorije proizlazi iz stereotipnog ponašanja i ograničenih interesa, slaba točka teorije je što deficit izvršne funkcije nije pronađen u mlađe djece s autizmom. Hipoteza teorije slabe središnje povezanosti: ograničena mogućnost za uviđanjem kompletne slike (šire slike) leži u glavnim smetnjama autizma. Jedna od prednosti ove teorije je mogućnost predviđanja posebnih talenata i izvrsnosti u radu kod osoba s autizmom. Povećano funkcioniranje uočavanja slična je teorija, fokusira se više na superiornost lokalno orijentiranih i uočavajućih operacija kod autista.
Ni jedna od ovih kategorija ne zadovoljava kao samostalna, teorija socijalne kognicije slabo pristupa strogom i ponavljajućem ponašanju u autizmu, dok nesocijalna teorija ima poteškoće u objašnjavanju socijalne "izolacije" i problema u komunikaciji. Kao učinkovitije, mogla bi se pokazati kombinacija teorija temeljenih na višestrukim deficitima.

## Procjena
Otprilike polovica roditelja djece s ASD-om neobično ponašanje svoje djece primijeti do dobi od 18 mjeseci, i otprilike četiri petine do dobi od 24 mjeseca. Dojenčad s ASD-om izdvaja deficit u zajedničkoj pažnji, odnosno, ako roditelj uperi prstom i kaže "Gledaj!", dijete neće reagirati ili će gledati prst. Odgođeno liječenje može utjecati na dugoročni ishod, stoga je autizam potrebno čim prije dijagnosticirati i tretirati. Uobičajeni znakovi, kod kojih ako su uočeni, je potrebno zatražiti stručnu dijagnozu:
- Nema "brbljanja" do 12 mjeseci
- Nema gestikulacija (upiranje prstom, mahanje rukom pozdravnih poruka i sl.) do 12 mjeseci
- Niti jedna riječ do 16 mjeseci
- Bez spontanih fraza od dvije riječi (ne uključujući eholaliju) do 24 mjeseci
- Gubitak bilo koje jezične ili socijalne vještine u bilo kojoj dobi.[24]

Američka akademija pedijatrije preporuča da se sva djeca testiraju za ASD pri dobi od 9, 18 i 30 mjeseci, korištenjem specifičnog formalnog testa za uočavanje autizma. Suprotno, Nacionalni odbor za testiranje Ujedinjenog Kraljevstva protivi se takvom testiranju opće populacije, jer mehanizmi testiranja nisu u potpunosti provjereni i intervenciji nedostaje dovoljno dokaza za učinkovitost. 

Genetsko testiranje na autizam je općenito za sada ne praktično.
Za dijagnozu se koristi izmijenjena ispitna lista za autizam kod tek prohodale djece (M-CHAT), upitnik za rano otkrivanje znakova autizma i "prvogodišnji inventar". Početni podaci dobiveni M-CHAT-om i CHAT-om na djeci u dobi od 18 do 30 mjeseci govore da je takvo testiranje najbolje obaviti u kliničkom okruženju, te da test ima nisku senzibilnost i dobru specifičnost. Screening tools designed for one culture's norms for behaviors like eye contact may be inappropriate for a different culture. Genetičko dijagnosticiranje je još uvijek nepraktično.

## Dijagnoza
Dijagnoza autizma se temelji na ponašanju, ne uzroku ili mehanizmu poremećaja. Autizam je u DSM-IV-TR definiran s ukupno najmanje šest simptoma, uključujući najmanje dva simptoma kvalitativnog oštećenja u socijalnoj interakciji, najmanje jedan simptom kvalitativnog oštećenja u komunikaciji, i najmanje jedan simptom ograničenog ili ponavljajućeg ponašanja. Primjeri simptoma uključuju nedostatak socijalne ili emocionalne uzajamnosti, stereotipna i ponavljajuća upotreba jezika ili individualno osobitog jezika, i uporna preokupacija samo s jednim dijelom objekta (npr.: igračke). "Napadaji" moraju biti prije treće godine, s usporenim ili abnormalnim funkcioniranjem u socijalnoj interakciji, jeziku korištenom u socijalnoj komunikaciji, simbolici ili imaginacijskim (zamišljenim) igrama.  Glavne definicije su iste i u MKB-10 klasifikaciji.
Dostupno je nekoliko dijagnostičkih instrumenata za autizam. Dva se uobičajeno koriste u istraživanjima autizma: Dijagnostički intervju za autizam - dopunjen (engl. ADI-R), semistrukturirani roditeljski intervju, i Dijagnostički opservacijska skala za autizam 
(engl. ADOS), koristi se promatranjem i interakcijom s djetetom. Ljestvica za procjenu dječjeg autizma (engl. CARS) se široko koristi u kliničkom okruženju za određivanje težine autizma, to se temelji na promatranju djeteta. Postoje i drugi testovi koji se znaju koristiti poput: Vinerlandska skala adaptiranog ponašanja (engl. VABS), Dijagnostički intervju za asocijalne i komunikacijske poremećaje (engl. DISCO) i Sumarna evaluacija ponašanja (engl. BSE)
Pedijatar obično kod prvog preliminarnog pregleda uzima u obzir povijest razvoja i fizički pregled djeteta. Ako postoji rizik, dijagnoza i procjena se dalje rade uz pomoć stručnjaka za ASD, promatranjem, komunikacijom, obitelji, i drugim čimbenicima uključujući standardne pretrage i uzimajući u obzir slično povezana medicinska stanja. Diferencijalna dijagnoza za ASD može uzeti u obzir i mentalnu retardaciju, oštećenje sluha i specifični poremećaj jezika kao što je Landau-Kleffner sindrom. ASD neki puta može biti dijagnosticiran do dobi od 14 mjeseci, iako dijagnoza postaje stabilnija nakon prve tri godine života. Dijete od tri godine koje ispunjava dijagnostičke kriterije za ASD će prije podilaziti istim kriterijima i u narednim godinama, nego dijete od godinu dana koje ispunjava iste kriterije. U Ujedinjenom Kraljevstvu, Nacionalni plan autizma za djecu preporuča najviše 30 tjedana od prvih uočenih znakova mogućeg autizma do potpune dijagnoze i procjene, ipak malo slučajeva se u praksi tako brzo riješi. Studija iz 2006. godine govori da se prva procjena od strane kvalificiranog stručnjaka izvede u dobi od 48 mjeseci, a službena dijagnoza ASD u dobi od 61 mjesec, što je u prosjeku 13 mjeseci ,od prvih znakova do krajnje procjene, više od preporučenih 30 tjedana.
Klinička genetička procjena se često radi kad je ASD već dijagnosticiran, osobito kada drugi simptomi već govore o mogućem genetskom uzroku. Iako genetička tehnologija dozvoljava povezivanje 40% procjenjenih slučajava s genetičkim uzrokom, dogovorene smjernice u SAD-u i UK su ograničene na testiranja fragilnog X i visoko-razlučivih kromosoma. Komercijalna dostupnost ovakvih testova bi mogla prethoditi pravovaljanom razumijevanju rezultata testova, zbog genetičke složenosti autizma. Metabolička i neuroslikova testiranja su ponekad od pomoći, ali nisu rutinski.
U graničnim slučajevima čest je problem pretjerana ili nedovoljna dijagnoza; većina od novije povećanog broja registriranih osoba s autizmom je vjerojatno zbog promjene u dijagnostičkoj praksi. Sve veća popularnost opcije terapije s lijekovima i širenje koristi je dalo davateljima usluge poticaj u dijagnosticiranju ASD-a, što rezultira u nekim pretjeranim dijagnozama kod djece s nesigurnim simptomima. Obratno, cijena pregleda i dijagnoze i natjecanje u prikupljanju plaćanja može spriječiti ili usporiti uspostavljanje dijagnoze. Posebno je teško dijagnosticirati autizam kod slijepih osoba, dijelom zbog toga što dio dijagnostičkih kriterija ovisi o vidu, a dijelom zbog autističnih simptoma koji se preklapaju s uobičajenim kod sljepoće.
Simptomi autizma i ASD-a počinju vrlo rano u djetinjstvu, ali ponekad izostanu. Odrasli mogu zatražiti retrospektivnu dijagnozu kako bi mogli pomoći sebi ili svojoj obitelji u shvaćanju sebe, ili kako bi poslodavcu pomogli da napravi prilagodbe; ili u nekim slučajevima kako bi podnijeli zahtjev za novčanu pomoć zbog poteškoća u životu.
Dijagnoza kod novorođenčadi
Znanstvenici s Državnog instituta za neurološke poremećaje i kap Marylandu mjerili su razinu četiri moždanih proteina u uzorku krvi uzetom pri rođenju: 64-vero djece u koje je kasnije dijagnosticiran autizam, 66-ero mentalno retardirane djece, 65-ero djece oboljele od cerebralne paralize i 54-ero zdrave djece. Otkrili su da su razine vazoaktivnoga intestinalnog peptida (VIP), kalcitonin peptida povezanog s genima (CGRP), moždanoga neurotrofičnog faktora (BDNF) i neurotrofina 4 (NT4) bile povišene u autistične i mentalno retardirane djece. U zdrave djece ova pojava uopće nije bila primjećena.

## Liječenje
Cilj liječenja je upravljati i poboljšati simptome i funkcioniranje. Jednostrano liječenje se nije pokazalo dobrim, i terapija se obično prilagođava djetetovim potrebama. Ako se krene rano s intenzivnim, ustrajnim programima edukacije i bihevioralne terapije, može pomoći da dijete dosegne određene razine samostalnosti, socijalnih i poslovnih vještina; tvrdnje da intervencije u dobi od 2-3 godine su presudno važne nisu osigurane dokazima. Među ostalim pristupima, Primijenjena bihevioralna analiza-PBA (engl. ABA) je pokazala djelotvornost u unapređenju socijalnog i jezičnog razvoja i u smanjenju ponašanja koje ometa učenje i razumijevanje (shvaćanje). PBA se usredotočuje na učenje tipa jedan na jedan koristeći pritom bihevioralne principe stimulacije, odgovora i nagrade. Nekoliko programa se temelji na PAP-u. Uobičajena alternativa u centrima za autizam su kognitivne terapije s opsežnim programom: Liječenje i edukacija djece s autizmom i srodnim poremećajima komunikacije (engl. TEACCH]) temelji se na strukturiranju fizičkog okoliša i korištenju vizualne potpore za razvoj jezika. Studija iz 2005. godine s Kalifornije otkriva da su rani intenzivni bihevioralni analitički tretmani, jedan od oblika PBA, su važniji i više utjecajniji za predškolsku djecu s autizmom nego mješavina metoda koje se koriste u mnogim programima. 2007. Britanska studija je otkrila da rana intenzivna bihevioralna intervencija, drugi oblika ABA, bazirana s radom doma nije više učinkovita od eklektičnih programa u ustanovama. Ograničena istraživanja vezana za učinkovitost rezidencijalnih programa za odrasle pokazuju mješovite rezultate.
Lijekovi se često koriste za liječenje problema povezanih s ASD-om. Više od polovici djece u SAD-u s dijagnosticiranim ASD-om je propisan i psihoaktivni lijek ili antikonvulzant (lijek protiv grčenja mišića), zajedno s lijekovima iz klase antidepresiva, stimulansa i antipsihotika. U SAD-u je odobren antipsihotik risperidon za liječenje određenih simptoma kod djece i adolescenata s autizmom. Postoje i drugi lijekovi osim antipsihotika; određeni specifični inhibitori ponovnog neuronskog preuzimanja serotonina i dopaminski blokatori mogu smanjiti određena neprilagođena ponašanja povezana s ASD-om. Zasada postoje oskudna vjerodostojna istraživanja oko učinkovitosti ili sigurnosti korištenja terapija lijekovima kod adolescenata i odraslih s ASD-om. Osoba s ASD-om može ne tipično reagirat na lijek, lijek može imati štetne nuspojave, i nijedan poznati lijek ne pomaže u glavnim simptomima autizma, oštećenje socijalne interakcije i komunikacije.
Postoje i druge dostupne vrste terapije i intervencije. Nekoliko ima potporu u znanstvenim radovima.
Terapijskim pristupima jedino nedostaje empirijska potpora u konceptima kvalitete života. Čini se da su davateljima usluge znanstveni dokazi manje važni od marketinga, zahtijeva roditelja i sl. Nesigurne invazivne terapije su vrlo ozbiljan problem; 2005. godine zbog greške terapijom uklanjanja teških metala umro je 5 godina star autistični dječak.
Liječenje autizma ima velike financijske troškove, najviše indirektnih. Studija iz SAD-a procjenjuje prosječni trošak od 3,2 milijuna dolara za osobu rođenu u 2000. godini, s otprilike 10% medicnske skrbi, 30% dodatne edukacije i 60% izgubljene ekonomske proizvodnje. Javno dostupni programi su često neadekvatni ili neprimjereni za određenu osobu, a problem su i nenadoknađeni medicinski ili terapijski troškovi. Američka studija iz 2008. je procijenila 14% gubitak iz godišnjeg dohotka kod obitelji čija djeca imaju ASD. Nakon djetinjstva, za terapiju je ključna rezidencijalna njega, pronalaženje prikladnog zaposlenja, seksualnost i socijalne vještine te planiranje dobrima (vlasništvom).

## Prognoza
Lijeka nema. Većini djece s autizmom nedostaje socijalna potpora, potrebni društveni odnosi i veze, budućnost mogućeg zapošljavanja ili samoopredjeljenje. Iako glavni problemi ostaju, simptomi često postanu lakši u kasnijem djetinjstvu. Kod nekih pojedinaca postoje skromna poboljšanja kod nekih simptoma, ali kod nekih ima i pogoršanja; nijedna studija za sada se nije usredotočila na autizam u srednjoj dobi. Samostalan život kod težih oblika autizma je teško moguć. Britanska studija iz 2004. godine na 68 odraslih osoba kojima je autizam dijagnosticiran prije 1980. godine, s razinom IQ iznad 50 pokazuje: 12% je postiglo visoku razinu neovisnosti, 10% ima neke prijatelje i općenito su zaposleni no potrebna im je donekle potpora, 19% ima određenu neovisnost ali općenito žive doma i potrebna im je značajnija potpora i nadzor u svakodnevnom životu, 46% zahtijeva stručnu rezidencijalnu skrb iz ustanova specijaliziranih za ASD s visokom razinom potpore i vrlo ograničenom autonomijom, 12% ima potrebu za visokom razinom bolničke njege. Švedska studija iz 2005. godine u koju je uključeno 78 odraslih osoba kod kojih nije isključena niska razina IQ ima lošije rezultate, samo 4% uspjelo je postići neovisnost. Promjene u dijagnostičkoj praksi i povećana dostupnost ranije učinkovitije intervencije čini rezultate ovih studija ne općenito primjenjivim kod djece s nedavno dijagnosticiranim ASD-om.

## Epidemiologija
Procjena rasprostranjenosti autizma široko varira oviseći o dijagnostičkim kriterijima, godini kada je dijete pregledano i geografskoj lokaciji. Najnovija istraživanja procjenjuju otprilike 1-2 na 1000 za osobe s autizmom, i 6 na 1000 za osobe s ASD-om,  zbog neadekvatnih podataka, ove brojke mogu podcijeniti raširenost ASD-a. PDD-NOS čini mnogobrojnu većine ASD-a, Aspergerov sindrom je zastupljen s oko 0.3 na 1000, i atipični oblici dječjeg disintegrativnog poremećaja i Rettov sindrom su daleko rjeđi. Studija iz 2006. godine na otprilike 57.000 Britanaca starih između devet i deset godina pokazala je da 3.89 na 1000 ima autizam, i 11.61 na 1000 za ASD; ovi veći rezultati mogu biti posljedicom širih dijagnostičkih kriterija.
Broj prijavljenih slučajeva autizma se dramatično povećao 1990-ih i početkom 2000-ih. Ovo povećanje je uvelike razlogom promjene u dijagnostičkoj praksi, dostupnosti, starost pri dijagnozi, senzibiliziranost javnosti., iako neki okolišni čimbenici nisu još utvrđeni. Široko citirana pilot studija iz 2002. godine zaključuje da povećanje autizma u Kaliforniji ne može biti objašnjeno zbog promjena u dijagnostičkim kriterijima, ali analiza iz 2006. godine otkriva da je rasprostranjenost siromašno mjerena zbog toga što mnogi slučajevi nisu dijagnosticirani, i da je povećanje 1994. – 2003. u SAD-u povezano s promjenom u drugim kategorijama dijagnoze, što je dovelo do dijagnostičke supstitucije.
U Hrvatskoj je autizam zabilježen u slučaju jednoga na tisuću djece (dobna skupina 0-18). Prema podacima Hrvatskog registra o osobama s invaliditetom 2018. je zabilježeno 1.927 slučajeva, pri čemu je, kako navodi Hrvatski zavod za javno zdravstvo, moguće očekivati i do 12.000 osoba s navedenim spektrom.
Rizik od autizma je povezan s nekoliko prenatalnih i perinatalnih čimbenika rizika. Revizija iz 2007. godine za faktore rizika nalazi povezanost s roditeljskim karakteristikama koje uključuju poodmaklu dob za majku i oca; zatim mjesto rođenja izvan Europe i Sjeverne Amerike, i određena stanja kod porođaja koja uključuju malu težinu djeteta kod rođenja i trajanje trudnoće te hipoksije za vrijeme porođaja.
Otprilike 10-15% slučajeva autizma može se identificirati Mendelovim (praćenjem jednog gena) putem, kromosomskom abnormalnošću ili drugim genetskim sindromima; a ASD je povezan s nekoliko genetskih poremećaja. Autizam je povezan s mentalnom retardacijom; Britanska studija iz 2001. godine na 26 autistične djece otkriva da je otprilike: 30% s inteligencijom u normalnom rangu  (iznad 70), 50% je sa slabom do umjerenom mentalnom retardacijom, 20% s teškom do apsolutnom mentalnom retardacijom (IQ ispod 35). Za druge oblike ASD-a (ne za autizam) ista studija je pokazala da otprilike 94% od 65. djece s PDD-NOS-om ili Aspergerovim sindromom ima normalnu inteligenciju. ASD je također povezan s epilepsijom, s varijacijom od rizika za epilepsiju s obzirom na godine, kognitivnu razinu i vrstom jezičnog poremećaja. Veći rizik od autizma imaju dječaci za razliku od djevojčica. Spolni omjer za ASD iznosi 4.3:1 i on je uvelike modificiran kognitivnim oštećenjem, s mentalnom retardacijom omjer je bliži na 2:1, a bez nje na 5.5:1. Nekoliko metaboličkih poremećaja je povezano s autizmo, kao fenilketonurija. Nedavne studije su pokazale da nema povezanosti sa socijalno-ekonomskim statusom, etnički niti s rasom. Zajedno s ASD-om često su opisani i neki psihopatološki poremećaji poput depresije i fobija, ali to nije sistematski određeno.
Pojavljivanje autizma, unatoč njenoj korisnosti za određivanje rizika, manje je korisna u epidemiologiji autizma; zato što poremećaj nastane mnogo prije nego što je dijagnosticiran, praznina vremena između nastanka i dijagnoze je pod utjecajem mnogih faktora nepovezanih s rizikom. Pažnja se posvećuje jedino na to dali se rasprostranjenost s vremenom povećava. Ranije procjene rasprostranjenosti su niže, otprilike 0.5 na 1000 za autizam tijekom 1960-ih i 1970-ih, i otprilike 1 na 1000 tijekom 1980-ih, suprotno današnjem 1-2 na 1000.

## Povijest
Nekoliko primjera autističnih simptoma i terapija opisano je daleko prije nego što je autizam imenovan. Table Talk Martina Luthera sadrži priču o 12 godišnjem dječaku koji je najvjerojatnije imao teži oblik autizma. Prema Lutherovom zapisivaču Mathesius, Luther je smatrao kako je dječak bezdušna masa mesa opsjednuta sotonom i predložio da bude ugušen. 1798. godine uhvaćeno je "divlje" dijete (iz prašume), pokazivalo je nekoliko znakova autizma; student medicine Jean Itard liječio ga je s bihevioralnim programom namijenjenim kako bi mu pomogao steći socijalnu privrženost i proizvesti govor putem imitacije.
1910. godine, Švicarski psihijatar Eugen Bleuler prvi je složio novo latinsku riječ autismus kada je određivao simptome shizofrenije. Izveo ju je iz Grčke riječi autos (αὐτός, što znači ja ili sam), i koristio da označi morbidno samodivljenje: "autistično povlačenja pacijenta svojim fantazijama, protiv kojega svaki utjecaj izvana postaje nepodnošljiva smetnja".
Riječ autizam poprima moderno značenje 1943. godine kada je Leo Kanner iz bolnice Johns Hopkins Hospital prijavio 11.-ero djece s upadljivim sličnostima u ponašanju i potom uveo naziv rani infantilni autizam. Predložio je da riječ autizam opisuje djecu s nedostatkom interesa za druge ljude. Skoro sve karakteristike opisane u Kannerovom prvom izvještaju o temi, naslovljenoj autistična samoća i inzistiranje na jednolikosti, još uvijek se smatraju tipičnim za autistični spektar poremećaja. Otprilike u isto vrijeme, Bečki pedijatar Hans Asperger opisao je sličan oblik ASD-a danas poznat kao Aspergerov sindrom, iz više razloga do 1981. godine nije prepoznavan kao odvojen (različit) sindrom.
Kannerova ponovna upotreba riječi autizam vodila je desetljećima zbrku terminologije poput infantilne shizofrenije, sredinom 1990-ih je također nastala zbrka gdje se autizam smatrao reakcijom bebe na majku bez emocija za dijete, što su tada nazvali hladnom majkom (engl. Refrigerator mother). Demonstracijama krajem 1960-ih, autizam je utemeljen kao odvojeni sindrom, životnog vijeka, nepovezan s mentalnom retardacijom i shizofrenijom, i razlikovan od ostalih razvojnih poremećaja; prikazane su i koristi sudjelovanja roditelja u aktivnom programu terapije. Krajem 1970-ih javile su se neke naznake mogućeg utjecaja genetike u autizmu; danas se smatra jednim od najpodložnijih genetici od svih psihijatrijskih stanja.
Nastanak roditeljskih udruga i destigmatizacija dječjeg ASD-a uvelike su utjecali na način na koji se ASD danas gleda. Internet je također pomogao osobama s autizmom u zaobilaženju neverbalnog i emocionalnog dijeljenja koja su njima teško ostvariva; Internet im pruža mogućnost osnivanja online društava i udaljeni rad. Razvili su se Sociološki i kulturni aspekti autizma; dok jedni u društvu traže lijek za autizam, drugi vjeruju kako je autizam jednostavno drugi način življenja.

## Cijepljenje
Istraživanja od Linda Racey Bogle (anti-vakser iz S.A.D. a s facebook accountom) koja su pratila povezanost (korelaciju) između povećanja broja cjepiva i učestalosti pojave autizma, potvrdila su pretpostavku anti-vakserskog pokreta, da povećanje broja cjepiva i procijepljenosti stanovništva je povezano s povećanjem učestalosti autizma unutar stanovništva na primjeru stanovništva SAD-a. Još uvijek ne postoji ni jedno znanstveno istraživanje gdje se povezala učestala pojava autizma s cijepljenjem.
Druga istraživanja dokazala su povezanost između digitalizacije i povećanja broja mobitela i povećanja učestalosti autizma među stanovništvom, i to ne nužno samo s autizmom, već i s drugim autoimunih bolesti poput Aspergerova sindroma.
| Broj cjepiva | Stopa učestalosti autizma (Slučaj autizma na broj st.) |
| ------------ | ------------------------------------------------------ |
| 9 (1980.)    | 1 na 10.000                                            |
| 15 (2002.)   | 1 na 250                                               |
| 32 (2008.)   | 1 na 88                                                |
| 49 (2013.)   | 1 na 50                                                |
| 74 (2017.)   | 1 na 36                                                |

* Podatci iz tablice odnose se na SAD.

## Ostali projekti
|  | Zajednički poslužitelj ima stranicu o temi Autizam |
|  | Wječnik ima rječničku natuknicu autizam            |

## Vanjske poveznice
- Autizam.hr
- Udruga za autizam Zagreb  Arhivirana inačica izvorne stranice od 26. veljače 2021. (Wayback Machine)
- Autizam na Medicina.hr
- Autizam na Zdravlje.hr

|  | Molimo pročitajte upozorenje o korištenju medicinskih informacija. Ne provodite liječenje bez savjetovanja s liječnikom! |